# Rhabdomastix (Rhabdomastix) glabrivena
Rhabdomastix (Rhabdomastix) glabrivena is een tweevleugelige uit de familie steltmuggen (Limoniidae). De soort komt voor in het Neotropisch gebied.